# Ralph Baer
Ralph Henry Baer, rodným jménem Rudolf Heinrich Baer, (8. března 1922 Rodalben – 6. prosince 2014 Manchester, New Hampshire) byl německo-americký technik, informatik a vynálezce židovského původu. Bývá označován za "otce videoher". S myšlenkou, že by televizní obrazovka mohla sloužit k interaktivním hrám, přišel již roku 1951, když pracoval v elektronické firmě Loral. Tehdy byl jeho nápad vedením firmy odmítnut. Roku 1966 ho však znovu nabídl novému zaměstnavateli - firmě Sanders Associates. Výsledkem byla první herní konzole na světě - Magnavox Odyssey. Sám Baer pro ni vymyslel první jednoduchou hru - Chase. Později vytvořil několik dalších populárních her - Simon (1978), Super Simon (1979) či Maniac (1979). Má na svém kontě též řadu dalších patentů z oblasti elektroniky.